# Laguardia (kommunhuvudort)
Laguardia (baskiska: Biasteri, Guardia) är en kommunhuvudort i Spanien.   Den ligger i provinsen Araba / Álava och regionen Baskien, i den norra delen av landet, 250 km norr om huvudstaden Madrid. Laguardia ligger 639 meter över havet och antalet invånare är 1 498.
Terrängen runt Laguardia är kuperad norrut, men söderut är den platt. Terrängen runt Laguardia sluttar söderut. Runt Laguardia är det glesbefolkat, med 18 invånare per kvadratkilometer. Närmaste större samhälle är Logroño, 14,8 km sydost om Laguardia. Trakten runt Laguardia består till största delen av jordbruksmark.